# Uribarri
Uribarri è il secondo distretto della città di Bilbao, nei Paesi Baschi spagnoli. Esso è diviso dai quartieri di Uribarri, Matiko, Castaños, Zurbaranbarri e Ciudad Jardín.
Ha una superficie di 4,19 chilometri quadrati ed una popolazione pari a 39.369 abitanti .

## Storia
Per molti anni Uribarri è stata una zona rurale di villaggi sparsi, dipendenti della parrocchia di Begoña: segni di quel passato si riscontrano in alcune delle vie principali che riportano i nomi dei vecchi villaggi.
Negli anni sessanta una forte industrializzazione ha portato un'elevata urbanizzazione con edifici ad alta densità per le classi proletarie.
A quel periodo risale anche il Paseo del Campo Volantin, un viale su cui sono sorti i palazzi della borghesia di Bilbao.

## Luoghi d'interesse
- Bilbao City Hall
- Ponte Zubizuri
- Monte Artxanda